# Pryzmat Glana–Thompsona

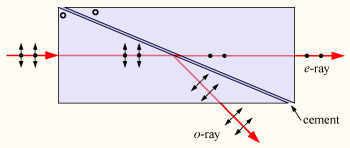
Pryzmat Glana-Thompsona odchyla promień zwyczajny (o) spolaryzowany równolegle (do płaszczyzny ilustracji) a transmituje promień nadzwyczajny (e) spolaryzowany prostopadle. Dolny czerwony promień wychodzący z pryzmatu ulega załamaniu, czego nie pokazano na tym diagramie. Osie kryształu są prostopadłe do płaszczyzny ilustracji a dwie połówki pryzmatu są połączone cementem optycznym

Pryzmat Glana-Thompsona – pryzmat polaryzacyjny podobny do pryzmatu Nicola i Glana–Foucaulta.

## Konstrukcja
Pryzmat Glana–Thompsona składa się z dwóch prostokątnych pryzmatów kalcytu spojonych ze sobą najdłuższymi bokami. Osie optyczne kryształów kalcytu są równoległe i ustawione prostopadle do płaszczyzny odbicia światła. Światło wpadające przez pryzmat zostaje rozdzielone przez dwójłomność kryształu na dwa promienie doświadczające różnych współczynników załamania światła; równolegle spolaryzowany promień zwyczajny jest całkowicie wewnętrznie odbijany na granicy kalcyt-spoiwo, jedynie prostopadle spolaryzowany promień nadzwyczajny zostaje transmitowany. Pryzmat można zatem wykorzystać jako polaryzujący dzielnik wiązki. 
Do montażu tych pryzmatów tradycyjnie jako spoiwa używano balsamu kanadyjskiego, lecz w dużej mierze został on zastąpiony syntetycznymi polimerami.

## Charakterystyka
Pryzmat Glana–Thompsona, w porównaniu z podobnym pryzmatem Glana–Foucaulta, ma szerszy kąt akceptacji wiązki światła, ale znacznie niższą granicę maksymalnego natężenia promienienia (z powodu mniejszego progu gęstości mocy uszkodzenia warstwy spoiwa).